# Movimento para a Autodeterminação do Povo Açoriano
O Movimento para a Autodeterminação do Povo Açoriano (MAPA) foi o primeiro movimento separatista, ideologicamente de extrema-direita, surgido na ilha de São Miguel, nos Açores, reacionário revolução do 25 de Abril de 1974, que derrubou o regime fascista. Os seus objectivos políticos começaram por ser a "autodeterminação", que depois se traduziu, a partir do seu terceiro manifesto, na autonomia e na tentativa de recuperação do lema do primeiro movimento de autonomia como subtítulo de "Livre administração dos Açores pelos açorianos", embora com intuitos separatistas.

## Origens
O aparecimento do autoproclamado movimento de "libertação" teve lugar no Correio dos Açores, então o jornal mais reaccionário de Ponta Delgada, tendo por director e chefe de redacção os salazaristas Gaspar Henriques e Manuel Ferreira, em 6 de Junho de 1974, um mês decorrido sobre a revolução libertadora, com um manifesto não assinado intitulado "O M.A.P.A. Uma opção ao Povo Açoriano: Democracia partidária ou autodeterminação dos Açores". Uma breve leitura das principais ambições do novo movimento político é bastante explícita da sua origem política fascista e dos seus objectivos antidemocráticos, ao começar por estabelecer uma dicotomia entre a democracia e a "autodeterminação", como se esta excluísse qualquer tipo de instituições democráticas. Ainda mais saliente o facto do MAPA pretender estabelecer uma alternativa entre a democracia partidária, "entre um partido, entre os partidos" e "um movimento capaz de aglutinar todos os homens válidos que nasceram nos Açores", ou seja, um propósito de ser um movimento de unidade de todos os açorianos, muito semelhante ao da União Nacional/ ANP. O aparecimento do MAPA foi duramente atacado por praticamente todos os partidos herdeiros da Oposição Democrática, a começar pelo MDP/CDE, por um grupo de açorianos reunidos na Casa dos Açores, ao mesmo tempo que a generalidade da imprensa de Ponta Delgada repudiaria as suas intenções de colocar os Açores à margem do 25 de Abril.

## Ideologia e objectivos
A partir do seu terceiro manifesto, publicado no Correio dos Açores, em Agosto de 1975, o MAPA apresenta os seus principais "líderes", como sendo Francisco da Costa Matos, engenheiro e industrial, habitual colaborador do jornal, Bruno Tavares Carreiro, banqueiro, e Eduardo Soares Meneses, comerciante, três conhecidos militantes da extrema-direita micaelense. O MAPA rejeita formalmente o separatismo, defendendo agora um sistema de autonomia, ao mesmo tempo que afirmava pretender perpetuar o legado e a mentalidade políticas do regime deposto: "quer uma educação e cultura lusíadas; justiça tradicionalmente portuguesa; defesa, segurança social e saúde pública nacionais; encurtar a distância às comunidades lusíadas e considerar como encargo nacional os custos da insularidade". Costa Matos passaria a expôr o ideário político neofascista do MAPA nos seus artigos, rejeitando a separação, que consideraria mesmo um "crime", mas manifestando uma profunda mentalidade nacionalista para a organização de extrema-direita que liderava, e a sua interpretação reaccionária e disfarçadamente separatista da autonomia. O MAPA, pretendendo aprocrifamente retomar o legado dos primeiros movimentos de autonomia, adoptaria mesmo o lema da "Livre administração dos Açores pelos açorianos", e recuperaria a bandeira do primeiro movimento de autonomia, basicamente uma adaptação da bandeira da monarquia constitucional, mas adaptando-a livremente, excluíndo o escudo nacional no canto superior esquerdo e subordinando as estrelas ao açor.
Os ataques dos partidos da esquerda ao MAPA continuaram até 1975, altura em que a sua sede seria assaltada e a organização suspensa. A partir daqui o papel do MAPA é substituído pela abertamente separatista e terrorista FLA, que tinha por objectivos a destruição das instituições democráticas nos Açores e a sua transformação numa ditadura fascista. O terrorismo da FLA foi particularmente saliente durante o ano de 1975, sobretudo a partir da manifestação de 6 de Junho de 1975, no qual os fascistas-separatistas se infiltraram, reivindicando uma grande vitória política com a demissão do Governador Civil António Borges Coutinho. O MAPA ressurgiria, findo o PREC, em Janeiro de 1976, com a designação de UDA (União Democrática do Atlântico), e a liderança de Costa Matos. A sua legalização como partido político, já com a sigla de UDP/PDA (Partido Democrático do Atlântico), surgiria apenas em 1979, apesar da Constituição de 1976 proibir a existência de partidos de ideologia fascista ou contrários à unidade nacional.
Segundo Manuel Barbosa: "Uma das facetas essenciais do separatismo açoriano é a ambiguidade das suas teorias, explicável pela ausência de cultura política, pela necessidade de ludibriar adeptos e adversários (...)." Outra característica seria o "racismo" pela sua intenção de defender a existência de um "povo açoriano", sem qualquer fundamento etnológico.

## Referência bibliográfica
- AAVV, Açores - Do 25 de Abril Até aos Nossos Dias, Lisboa, Cooperativa Editorial e Cultural Arma Cívica, 1977.
- AAVV, Para Uma Autonomia dos Açores, Angra do Heroísmo, Instituto Açoriano de Cultura, 1979.
- Cristóvão de Aguiar, Relação de Bordo (1964-1988), Porto, Campo das Letras, 1999, volume 1.
- José Andrade, Histórias do PPDA, Ponta Delgada, Edição PSD/Açores, 1999.
- Manuel Barbosa, Luta Pela Democracia nos Açores, Coimbra, Editorial Centelha, 1978.
- António Borges Coutinho, A Manifestação de 6 de Junho, Lisboa, Edição do autor, 1975.